# شورش پونچ ۱۹۴۷
در بهار ۱۹۴۷، قیامی علیه مهاراجه هاری سینگ از جامو و کشمیر در پونچ جاگیر ، منطقه‌ای هم‌مرز با ناحیه راولپندی در پنجاب غربی و ناحیه هزاره در استان مرزی شمال غربی در پاکستان آینده، آغاز شد. این قیام به دلیل نارضایتی‌هایی مانند مالیات‌های بالا، بی‌توجهی مهاراجه به کهنه سربازان جنگ جهانی و مهم‌تر از همه، ملی‌گرایی مسلمانان با تمایل به پیوستن به پاکستان، صورت گرفت. سردار ابراهیم خان، رهبر شورش ، تا پایان اوت ۱۹۴۷ به لاهور گریخت و مقامات پاکستانی را متقاعد کرد که از شورش حمایت کنند. علاوه بر این حمایت، نخست‌وزیر لیاقت علی خان ، حمله به ایالت را توسط پرسنل سابق ارتش ملی هند در جنوب و نیرویی به رهبری سرگرد خورشید انور در شمال، مجاز کرد. این تهاجمات در نهایت منجر به جنگ اول کشمیر بین هند و پاکستان و تشکیل دولت موقت کشمیر آزاد شد . از آن زمان، منطقه پونچ جاگیر به دو بخش کشمیر آزاد، تحت مدیریت پاکستان، و ایالت جامو و کشمیر ، تحت مدیریت هند، تقسیم شده است.

## تاریخچه
نچ در اصل یک جاگیر داخلی (شاهزاده‌نشین خودمختار) بود که توسط یک خاندان جایگزین از مهاراجه هاری سینگ اداره می‌شد . مسلمانان پونچ از زمین‌های کوچک و مالیات بالا رنج می‌بردند و از سال 1905 به شکایات خود رسیدگی می‌کردند. بخش‌های غربی پونچ محل سکونت قبیله سودهان بود که از اولین کسانی بودند که علیه حکومت دوگرا سلاح به دست گرفتند و نقش مهمی در شورش بعدی ایفا کردند. سودهان‌های پونچ خود را پشتون‌های سودوزایی می‌دانستند و ظاهراً به عنوان انگیزه‌ای برای قبایل پشتون از استان سرحد شمالی برای کمک به شورشیان مسلمان در جامو و کشمیر در سال 1947 عمل کردند.
سودهان‌ها همچنین برای ادغام شاهزاده‌نشین پونچ در استان پنجاب هند بریتانیا مبارزه کرده بودند. در سال 1938، به دلایل مذهبی، آشوب قابل توجهی رخ داد، اما توافقی حاصل شد. از آن زمان به بعد، یک پادگان از نیروهای دولتی در پونچ برای حفظ نظم تأسیس شد.
پس از مرگ راجا جاگاتدو سینگ از پونچ در سال 1940، مهاراجه هاری سینگ قیم منتخبی را برای پسر خردسال خود، شیو راتاندو سینگ، منصوب کرد و از این فرصت برای ادغام پونچ جاگیر در ایالت جامو و کشمیر استفاده کرد. پونچ توسط مأموران جامو و کشمیر به عنوان بخشی از استان جامو اداره می‌شد . این امر منجر به از دست دادن خودمختاری پونچ و تحمیل مالیات بیشتر به مردم آن از سوی ایالت کشمیر شد که هر دو مورد خشم مردم قرار گرفت. 
حدود 40،000 تا 60،000 سودانی در طول جنگ‌های جهانی اول و دوم در ارتش هند بریتانیا استخدام و خدمت کردند .  پس از جنگ، بسیاری از آنها سلاح‌های خود را هنگام بازگشت حفظ کردند.  مهاراجه آنها را در نیروهای دولتی جذب نکرد (یا نتوانست)  عدم وجود چشم‌انداز شغلی همراه با مالیات بالا باعث نارضایتی در میان پونچی‌ها در سال 1947 شد. 

### زمینه پارتیشن
در آغاز سال 1947، استان‌های پنجاب ، تحت سلطه هند بریتانیایی ، در جنوب و جنوب غربی کشمیر، و استان مرزی شمال غربی (NWFP) در شمال غربی کشمیر، دو استان از مهمترین استان‌های پاکستانِ در شرف تشکیل بودند. با این حال، حزب مسلم لیگ در هیچ یک از آنها قدرت نداشت. پنجاب در دست اتحادگرایان و NWFP در دست کنگره ملی هند بود  . مسلم لیگ که از این تصمیم خود ناامید نشده بود، تصمیم گرفت با کمک شبه‌نظامیان خصوصی خود، گارد ملی مسلم لیگ در پنجاب،  و رهبرانش ، پیر منکی شریف و خان عبدالقیوم خان در NWFP، هر دو دولت را سرنگون کند.  این تلاش‌ها تنش‌های اجتماعی هندو-سیک-مسلمان را در دو استان تشدید کرد. این آسیب به ویژه در منطقه هزاره ، دژ مستحکم مسلم لیگ، که مستقیماً با مناطق پونچ و مظفرآباد هم‌مرز بود، حادتر بود . بین نوامبر 1946 و ژانویه 1947، پناهندگان هندو و سیک به کشمیر سرازیر شدند و حدود 2500 نفر از آنها تحت مراقبت دولت قرار گرفتند. وضعیت اسفناک این پناهندگان تأثیر زیادی بر اقدامات آینده مهاراجه گذاشت. 
در 2 مارس 1947، دولت اتحادگرا در پنجاب سقوط کرد. بلافاصله، آتش‌سوزی‌های عمومی در مولتان ، راولپندی ، امریتسار و لاهور شعله‌ور شد و به کمپبل‌پور ، موری ، تاکسیلا و اتک در پنجاب گسترش یافت.  در ایالت سرحد شمال غربی، مناطق هزاره و پیشاور تحت تأثیر قرار گرفتند. 
همچنین گزارش شده است که پیر منکی شریف، مأموران تحریک‌کننده‌ای را به مناطق مرزی کشمیر فرستاده است تا مسلمانان خود را برای یک «جنگ صلیبی مقدس» آماده کند.  کشمیر با بستن مرز با استان‌ها و اعزام نیروهای بیشتر به مناطق مرزی به این اقدام پاسخ داد. سیل پناهندگان هندو و سیک که از مناطق راولپندی و هزاره می‌آمدند نیز باعث ایجاد ناآرامی در ایالت شد. رانندگان به دلیل گزارش‌های مربوط به اغتشاشات و حملات، از استفاده از جاده سرینگر-راولپندی خودداری کردند. 
احتمالاً در نتیجه اقدامات دفاعی، منطقه پونچ نظامی شد.  ای اچ سهروردی، کارمند سابق دولت کشمیر آزاد، اظهار می‌کند که یک «تیپ پونچ» توسط ارتش ایالتی تأسیس و علاوه بر ستاد مرکزی آن در شهر پونچ، در مکان‌های مختلف منطقه پونچ، مانند روالاکوت، توراردوتان، مونگ ، تاین، کاپادار، چیرالا، دیرکوت ، کوهالا ، آزاد پاتان ، پالاندری و ترار خیل توزیع شد .  نظامی شدن باعث ایجاد سختی‌های زیادی برای مردم محلی و ایجاد نارضایتی شد. محدودیت شدید در جابجایی کالا و افراد بین پاکستان و پونچ نیز باعث کمبودهایی شد که باعث افزایش شدید قیمت‌ها شد. 

### فضای سیاسی در ایالت
مسلمانان جامو و کشمیر تحت دو حزب سیاسی سازماندهی شده بودند: کنفرانس ملی به رهبری شیخ عبدالله ، که متحد کنگره ملی هند بود ، و کنفرانس مسلمانان به رهبری چودری غلام عباس ، که متحد مسلم لیگ بود . کنفرانس ملی تقریباً کنترل کامل دره کشمیر را در دست داشت ، در حالی که کنفرانس مسلمانان در مناطق غربی استان جامو ، به ویژه در میرپور، پونچ و مظفرآباد، مسلط بود. با وجود اتحاد آنها با احزاب سراسر هند، هر دو حزب مواضع مبهمی در مورد الحاق ایالت داشتند. کنفرانس ملی خواستار واگذاری قدرت به مردم و تصمیم گیری مردم در مورد الحاق بود. کنفرانس مسلمانان عموماً تمایل به حمایت از الحاق به پاکستان داشت. اما در سپتامبر 1946، آنها قطعنامه‌ای به نفع کشمیر آزاد تصویب کردند ، اگرچه این اقدام با انتقادهایی در داخل حزب مواجه شد. 
هندوها که عمدتاً به استان جامو محدود بودند، تحت نظر راجیا هندو سابها به رهبری پرم نات دوگرا سازماندهی شده بودند و با راشتریه سوایامسواک سانگ متحد بودند . هندوهای جامو عموماً مهاراجه را رهبر طبیعی خود می‌دانستند و از او حمایت کامل می‌کردند. 

## ناآرامی‌های پیش از تجزیه

### بهار ۱۹۴۷
سردار عبدالقیوم خان از باغ تحصیل  به تحریک پونچی‌های باغ و سودانوتی تحصیل در فوریه 1947 برای عدم پرداخت «مالیات‌های گزاف» مورد درخواست دولت، متهم شده است.  این اقدام در نهایت به کمپین «بدون مالیات» معروف شد.  در اواخر ماه ژوئن، جیره غذایی سربازان دولتی در پونچ تمام شد و از مردم محلی خواستند تا آذوقه خود را تأمین کنند. هنگامی که مردم در نهایت ناتوانی خود را در انجام این کار اعلام کردند، وزیر دارایی دولت برای جمع‌آوری معوقات مالیاتی به پونچ آمد. این امر منجر به سرکوب مجدد شد. 
سردار ابراهیم ، عضو مجلس قانونگذاری از باغ سودهوتی ، پس از شرکت در جلسه مجلس در ماه مارس-آوریل به پونچ بازگشت. به گفته خودش، او کاملاً متقاعد شده بود که توطئه‌ای بین نیروهای دولتی و راشتریه سوایمسواک سانگ وجود دارد و بنابراین، به مردم پونچ توصیه کرد که خود را از نظر سیاسی سازماندهی کنند. او می‌گوید در نتیجه نصیحت‌های او، مردم "شجاعت پیدا کردند، سرکش شدند و دقیقاً در خطوط نظامی شروع به سازماندهی خود کردند".  در 15 ژوئن، او در جلسه‌ای در راوالاکوت با حضور 20000 نفر سخنرانی کرد و با "فتنه‌انگیزترین" عبارات سخنرانی کرد. او به مخاطبان خود گفت که پاکستان، یک کشور مسلمان، در حال شکل‌گیری است و مردم جامو و کشمیر نمی‌توانند بی‌تأثیر بمانند. او می‌گوید پس از آن روز، "فضای عجیبی جایگزین زندگی معمولاً مسالمت‌آمیز در این مناطق شد".  در 22 ژوئن، چودری حمیدالله ، رئیس موقت کنفرانس مسلمانان، از راوالکوت بازدید کرد و برنامه‌های مخفیانه‌ای را برای سازماندهی سربازان سابق این منطقه برای رویارویی نهایی با نیروهای دولتی آغاز کرد. 
تا پایان ماه ژوئیه، دولت بخش 144 قانون آیین دادرسی کیفری (منع تجمع پنج نفر یا بیشتر) را لغو کرد و به همه مسلمانان پونچ دستور داد تا سلاح‌های خود را تحویل دهند.  مسلمانان شکایت داشتند که سلاح‌های سپرده شده توسط آنها توسط پلیس برای دفاع از خود بین خانواده‌های هندو و سیک توزیع شده و باعث ترس و تنش‌های اجتماعی شده است.  سردار ابراهیم، که به سرینگر بازگشته بود، در شهر محبوس شد. 

### اوت ۱۹۴۷
[ ویرایش منبع ]
در آگوست 1947، اولین نشانه‌های مشکل در پونچ بروز کرد که در مورد آن دیدگاه‌های متفاوتی دریافت شده است. 
به گفته منابع دولتی، سربازان مرخص شده از ارتش به دلیل عدم پرداخت حقوق وعده داده شده توسط دهلی نو توسط دولت ایالتی، تحت تأثیر قرار گرفتند. شبه نظامیان شورشی در منطقه پالاندری-نوشهرا-آنانتناگ جمع شدند و به نیروهای دولتی و کامیون‌های تدارکاتی آنها حمله کردند. در این زمان، نیروهای دولتی به طور پراکنده پناهندگان را بین هند و پاکستان اسکورت می‌کردند. یک گردان ذخیره از نیروهای سیک به پونچ اعزام شد که جاده‌ها را پاکسازی و شبه نظامیان را پراکنده کرد. همچنین با بستن پل رودخانه جهلم از ترس اینکه پاکستانی‌ها ممکن است برای کمک به شبه نظامیان پونچ بیایند، پونچ را از پاکستان جدا کردند.  هنری لارنس اسکات، رئیس ستاد ارتش ، نیز رویدادی را در اواخر ماه اوت روایت کرد که در آن گروهی متشکل از 30 مسلمان از پاکستان وارد پونچ شدند و ساتی‌ها و راتورهای مسلمان را تحریک کردند تا به سمت پایتخت پونچ راهپیمایی کنند و خواستار الحاق به پاکستان شوند.  حدود 10،000 نفر از پونچی‌ها عمدتاً برای ابراز نارضایتی از قیمت‌های بالا جمع شدند و می‌خواستند از شهر باغ عبور کنند. مقامات محلی باغ مانع ورود آنها به شهر شدند. سپس معترضان شهر را محاصره کردند و تلاش کردند به آن حمله کنند. نیروهای کمکی از سرینگر اعزام شدند که معترضان را متفرق کردند. به گفته اسکات، کل تلفات از 20 معترض مسلمان، حدود دوازده هندو و سیک و چند سرباز ایالتی فراتر نمی‌رفت. 
از سوی دیگر، منابع کنفرانس مسلمانان روایت می‌کنند که صدها نفر در باغ در جریان برافراشتن پرچم در حدود ۱۵ آگوست کشته شدند و مهاراجه در ۲۴ آگوست «حکومت وحشت» را آغاز کرد. مسلمانان محلی همچنین به ریچارد سیموندز ، یک امدادگر کواکر بریتانیایی، گفتند که ارتش به سمت جمعیت شلیک کرده و خانه‌ها و روستاها را بی‌هدف آتش زده است.  گفته می‌شود هنگامی که در آگوست ۱۹۴۷ یک جلسه عمومی در نیلا بت، روستایی در نزدیکی دیرکوت ، برای حمایت از درخواست الحاق ایالت به پاکستان برگزار شد، مهاراجه نیروهای خود را برای سرکوب ناآرامی‌ها اعزام کرد. نیروها به سمت تجمع آتش گشودند. گفته می‌شود در ۲۷ آگوست، سردار عبدالقیوم خان ، یک زمیندار محلی (مالک)، حمله‌ای را به یک پست پلیس-نظامی در دیرکوت رهبری کرده و آن را تصرف کرده است. این رویداد سپس مهاراجه را بر آن داشت تا تمام نیروی نیروهای دوگرای خود را به سمت مردم روانه کند. گفته می‌شود که این امر باعث ایجاد دشمنی بین حاکم هندو و جمعیت مسلمان شد. بنا به گزارش‌ها، روستاها مورد حمله قرار گرفته و به آتش کشیده شدند. 
به گفته‌ی اچ. اس. استفنسون، معاون کمیسر عالی بریتانیا در شمال پاکستان، «ماجرای پونچ... بسیار اغراق‌آمیز بود».  گزارش اچ. ال. اسکات، فرمانده ارتش ایالت، در 31 آگوست بیان می‌کند که اقدام ارتش، افراد شناخته‌شده یا مظنون به «شورش، غارت، قتل یا تحریک» را هدف قرار داده است، اما «گزارش‌های اغراق‌آمیزی از وقایع پونچ در این مناطق پاکستان منتشر شده است که در آن‌ها از نیروهای دولتی به عنوان متجاوزان یاد می‌شود.»  محقق سرینات راگاوان اظهار می‌کند که پس از خشونت‌آمیز شدن اعتراضات، دولت «سرکوب وحشیانه‌ای» انجام داد و شورش در حال توسعه به سرعت «خفه شد».